# 格拉普維恩 (亞利桑那州)
格拉普維恩（英語：Grapevine）是位於美國亞利桑那州希拉縣的一個非建制地區。該地的面積和人口皆未知。

## 地理
格拉普維恩的座標為33°39′04″N 111°02′56″W / 33.65111°N 111.04889°W，而該地的平均海拔高度為673米（即2208英尺）。